# Championnat d'Irlande de football 1971-1972
Navigation
Édition précédente Édition suivante
Le Championnat d'Irlande de football en 1971-1972. Waterford United remporte le titre.

## Les 14 clubs participants
- Athlone Town
- Bohemians FC
- Cork Celtic FC
- Cork Hibernians
- Drogheda United
- Drumcondra
- Dundalk FC
- Finn Harps
- Limerick FC
- St. Patrick's Athletic FC
- Shamrock Rovers
- Shelbourne FC
- Sligo Rovers
- Waterford United

## Classement
| Place | Club                      | Points | Victoires | Nuls | Défaites | Buts pour | Buts contre | Différence |
| ----- | ------------------------- | ------ | --------- | ---- | -------- | --------- | ----------- | ---------- |
| 1er   | Waterford United          | 44     | 21        | 2    | 3        | 66        | 35          | +31        |
| 2e    | Cork Hibernians           | 40     | 19        | 2    | 5        | 70        | 17          | +53        |
| 3e    | Bohemians FC              | 37     | 16        | 5    | 5        | 45        | 24          | +21        |
| 4e    | Finn Harps                | 36     | 18        | 0    | 8        | 62        | 34          | +28        |
| 5e    | Shamrock Rovers           | 28     | 12        | 4    | 10       | 52        | 41          | +11        |
| 6e    | St. Patrick's Athletic FC | 25     | 9         | 7    | 10       | 33        | 36          | -3         |
| 7e    | Dundalk FC                | 25     | 11        | 3    | 12       | 39        | 46          | -7         |
| 8e    | Cork Celtic FC            | 23     | 8         | 7    | 11       | 36        | 46          | -10        |
| 9e    | Shelbourne FC*            | 22     | 6         | 8    | 12       | 30        | 37          | -7         |
| 10e   | Athlone Town*             | 21     | 8         | 7    | 11       | 40        | 56          | -16        |
| 11e   | Drogheda United           | 18     | 6         | 6    | 14       | 30        | 42          | -12        |
| 12e   | Drumcondra FC             | 16     | 5         | 6    | 15       | 24        | 52          | -28        |
| 13e   | Limerick FC               | 15     | 5         | 5    | 16       | 29        | 53          | -24        |
| 14e   | Sligo Rovers              | 14     | 4         | 4    | 17       | 34        | 71          | -37        |

(*) Shelbourne a bénéficié de 2 points supplémentaires retirés à Athlone

## Source
- (en) Alex Graham, Football in the Republic of Ireland : a Statistical Record 1921–2005, Soccer Books Ltd, novembre 2005, 142 p. (ISBN 978-1862231351).